# 모하메드 벤 술라옘
모하메드 아흐메드 술탄 벤 술라옘(영어: Mohammed Ahmad Sultan Ben Sulayem, 1961년 11월 12일 ~ )은 아랍에미리트의 전직 랠리 드라이버이자 현재 국제 자동차 연맹 회장이다.
랠리 드라이버로 활동하며 중동 랠리 챔피언십(Middle East Rally Championship)에서 14번의 타이틀 우승을 달성했다. 2004년 에미리트 자동차협회 회장으로 FIA에서 아랍에미리트를 대표했으며 2008년 FIA 세계 모터스포츠 회의의 회원이 되었다. 2009년 아부다비 그랑프리 조직에 기여하였다. 2021년 12월 장 토드를 이어 국제 자동차 연맹 회장이 되었다.